# Valetoniella
Valetoniella — рід грибів родини Niessliaceae. Назва вперше опублікована 1909 року.

## Класифікація
До роду Valetoniella відносять 3 види:
- Valetoniella claviornata
- Valetoniella crucipila
- Valetoniella pauciornata